# The Graduate (album)
Pour les articles homonymes, voir The Graduate.
Albums de Simon and Garfunkel
Parsley, Sage, Rosemary and Thyme
(1966) Bookends
(1968)
The Graduate est la bande originale du film américain Le Lauréat, réalisée essentiellement par le duo de folk rock Simon and Garfunkel et David Grusin. Elle se classe en tête du Billboard 200 à sa sortie, en 1968.

## Liste des pistes
| 1.    | The Sound of Silence                  | Paul Simon                                     | 3:06 |
| 2.    | The Singleman Party Foxtrot           | Dave Grusin                                    | 2:52 |
| 3.    | Mrs. Robinson (instrumental)          | Paul Simon                                     | 1:14 |
| 4.    | Sunporch Cha-Cha-Cha                  | Dave Grusin                                    | 1:14 |
| 5.    | Scarborough Fair/Canticle (interlude) | Traditional - Arr: Paul Simon et Art Garfunkel | 1:41 |
| 6.    | On the Strip                          | Dave Grusin                                    | 2:00 |
| 7.    | April Come She Will                   | Paul Simon                                     | 1:50 |
| 8.    | The Folks                             | Dave Grusin                                    | 2:27 |
| 9.    | Scarborough Fair/Canticle             | Traditional - Arr: Paul Simon et Art Garfunkel | 6:22 |
| 10.   | A Great Effect                        | Dave Grusin                                    | 4:06 |
| 11.   | The Big Bright Green Pleasure Machine | Paul Simon                                     | 1:46 |
| 12.   | Whew                                  | Dave Grusin                                    | 2:11 |
| 13.   | Mrs. Robinson                         | Paul Simon                                     | 1:12 |
| 14.   | The Sound of Silence                  | Paul Simon                                     | 3:08 |
| 36:48 |                                       |                                                |      |

## Musiques additionnelles non éditées
Outre les titres présents, sur l'album, on entend aussi durant le film les morceaux non crédités suivants :
- Wedding March de Le Songe d'une nuit d'été (1843) (écrit par Felix Mendelssohn)
- Mercy Mercy (écrit par Don Covay et Ronnie Miller) ;
- See See Rider (écrit par Ma Rainey).

## Classements hebdomadaires
| Classement (1968-1969)        | Meilleure position |
| ----------------------------- | ------------------ |
| Australie (Kent Music Report) | 1                  |
| États-Unis (Billboard 200)    | 1                  |
| Norvège (VG-lista)            | 2                  |
| Pays-Bas (Mega Album Top 100) | 10                 |
| Royaume-Uni (UK Albums Chart) | 3                  |

## Certifications
| Pays                  | Certification | Exemplaires vendus |
| --------------------- | ------------- | ------------------ |
| Canada (Music Canada) | Platine       | 100 000            |
| États-Unis (RIAA)     | 2 × Platine   | 2 000 000          |
| Royaume-Uni (BPI)     | Argent        | 60 000             |